# Là tu parles!
Là tu parles! est une série télévisée humoristique à sketchs québécois de 25 minutes scénarisée par André Dubois et diffusée entre le 13 septembre 1993 et le 11 décembre 1995 sur le réseau TVA.

## Fiche technique
- Scénarisation : André Dubois et Jean-François Pedneault
- Réalisation : Pierre A. Morin
- Société de production : Conceptel

## Distribution
- Patrick Huard : Jean-Michel Beaulieu
- Sylvie Boucher : Geneviève Lavoie
- Louis-Georges Girard : Joël Godin
- Ghyslain Tremblay : Laurent Guindon
- Antoine Durand : Frédéric Labonté
- Louise de Beaumont : Isabelle Marchand
- Jasmine Dubé : Colette Sigouin-Nadeau
- Jean-Louis Millette : Ulric Lapointe
- Julien Poulin : Romé Landreville
- Janine Sutto : Lucille Poitras
- Pierre Laporte : Dr Morrissette
- Hélène Major : Francesca Bellini
- Serge Christiaenssens : Gérant
- Gilles Renaud : Sylvain-René Cadorette
- Serges Turbide : Germain Levasseur
- Frédérike Bédard : Valérie
- Raymond Bélisle : Claude Gélinas
- Danielle Ouimet : Juge
- Jean Faubert : Philippe
- Gisèle Rousseau : Madeleine
- Martin Larocque : Réjean Spider Tougas
- Colette Courtois : Rita Lalonde
- Joëlle Morin : Nathalie
- Diane St-Jacques : Simone Vézina-Beauchamps
- Steve Banner : Thomas Gélinas
- Normand Lévesque : Raymond Desmarais
- François Sasseville : Gérard Éthier
- Jean-Pierre Gonthier : David
- Monica Dokupil : Nathalie Laroche
- Elyzabeth Walling : Groupie
- Martin-David Peters : Balthazar
- André Doucet : Jean Paul
- Catherine Lachance : Lucette
- Sophie Stanké : Nadine
- Jean Deschênes : M. Bergeron